# Wyspa Rudolfa
Wyspa Rudolfa – wyspa w należącym do Rosji archipelagu Ziemia Franciszka Józefa. Znajduje się na niej najdalej na północ wysunięty punkt Europy przylądek Fligely (81°54′N).
Wyspa ma 295,5 km² powierzchni, a jej najwyżej położony punkt wznosi się 461 m n.p.m. Została nazwana na cześć Arcyksięcia Rudolfa, syna cesarza Franciszka Józefa.
Od 1 stycznia 2006 r. administracyjnie należy (jak i cała Ziemia Franciszka Józefa) do rejonu primorskiego w obwodzie archangielskim.
Klimat polarno-arktyczny morski. Przeciętna temperatura latem wynosi 0 °C, zimą -35 °C. Średnia roczna temperatura wynosi -17,9 °C. Najwyższa zanotowana temperatura to +6 °C, a najniższa to -48 °C. Opady wyłącznie pod postacią śniegu i to w małych ilościach, głównie latem. Niemal cała wyspa jest pokryta pustynią lodową, tylko gdzieniegdzie rosną mchy, glony i porosty.

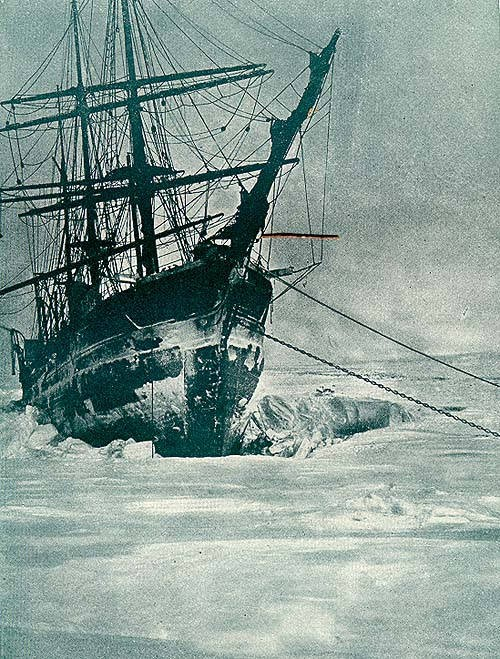
Statek porzucony u brzegu wyspy, 1905 r.
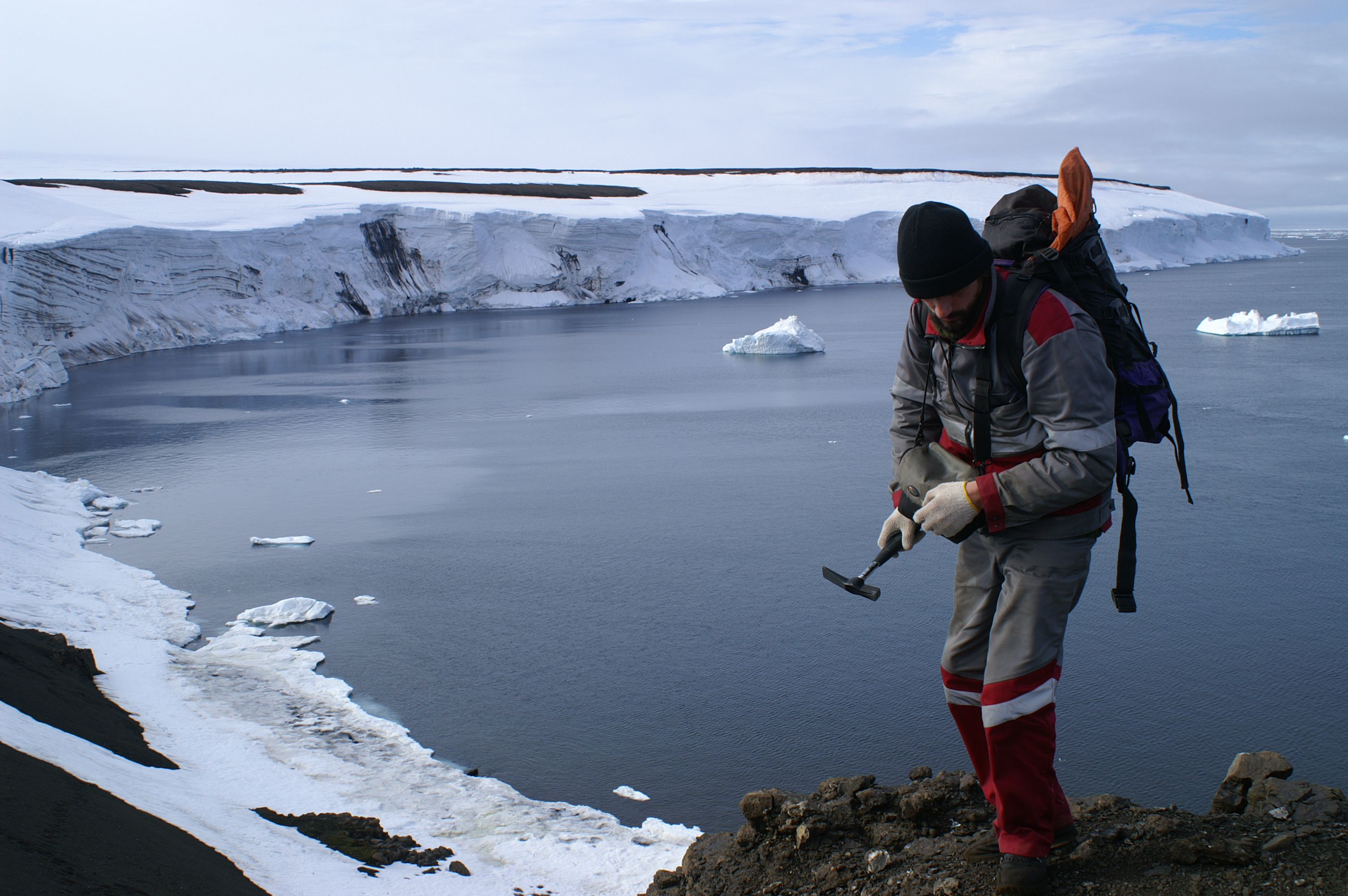
Geolog na Wyspie Rudolfa, 2016 r.
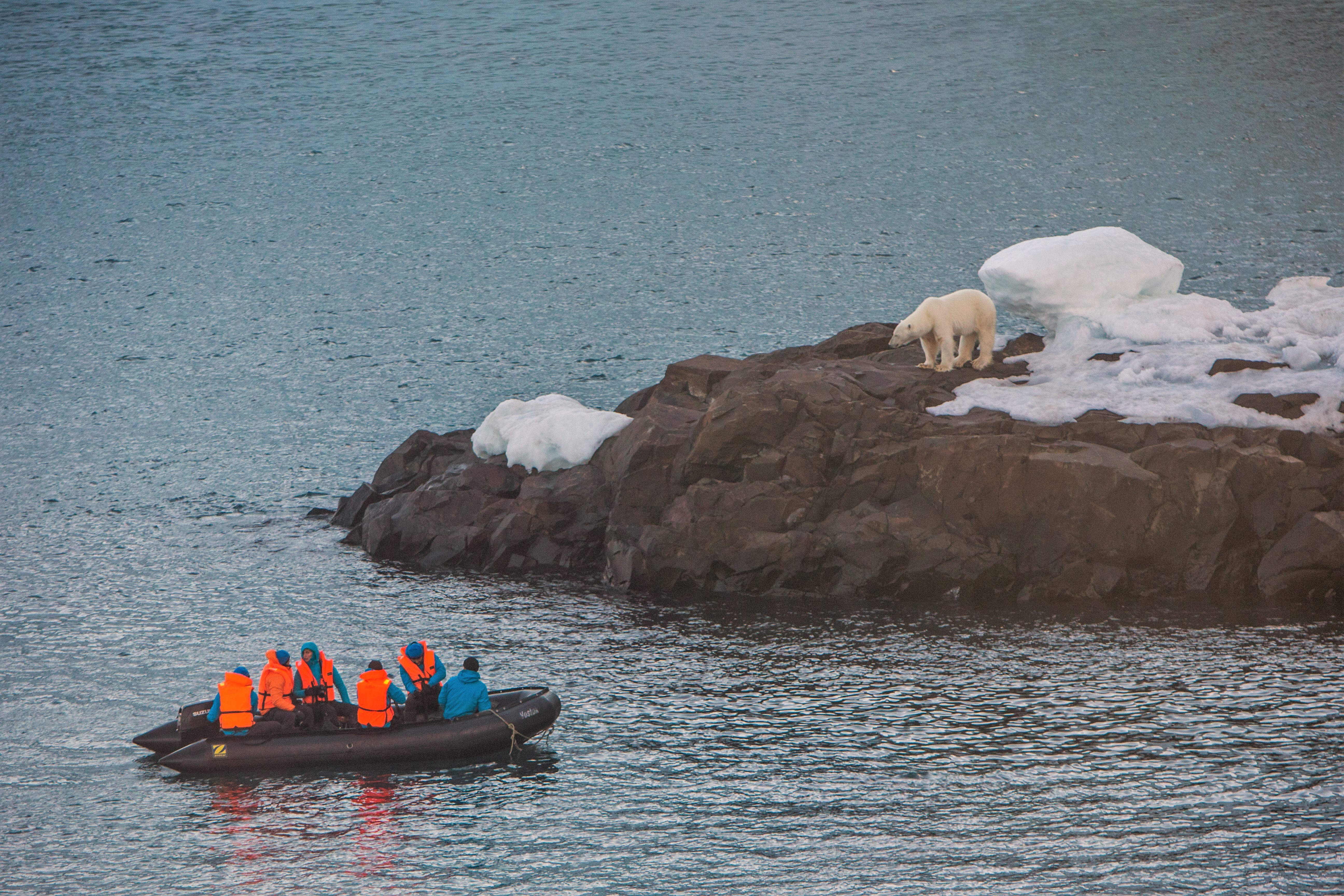
Turyści i niedźwiedź polarny na przylądku Fligely, 2013 r.